# Fantaghiro-filmek
A Fantaghiro című olasz filmet 1991-ben mutatták be, Italo Calvino fantasy regénye alapján készült. Lamberto Bava ezután még 4 Fantaghiro filmet rendezett, tehát összesen öt film készült el. Mind az öt film két epizódból áll.
Az első filmet 1991-ben készítette a Reteitalia. Fantaghiro hercegnőt Alessandra Martines játszotta. A második film 1992-ben, a harmadik 1993-ban készült, a negyedik 1994-ben, az ötödik 1996-ban.

## A sorozat részei
I. Az aranyrózsa barlangja; 1991
2. rész
3. rész
4. rész
5. rész

## Stáblista

### Alkotók
- Rendező: Lamberto Bava
- Író: Italo Calvino
- Forgatókönyvíró: Francesca Melandri

### Szereplők
Az öt minisorozat főbb szereplői:
- Fantaghiro: Alessandra Martines
- Romualdo: Kim Rossi Stuart
- Tarabas: Nicholas Rogers
- Darken: Horst Buchholz
- Király: Mario Adolf
- Fekete boszorkány: Brigitte Nielsen
- Xellesia: Ursula Andress
- Catherine: Ornella Marcucci
- Caroline: Kateřina Brožová
- Fehér boszorkány: Ángela Molina
- Asteria: Michaela May
- Fidor: Riccardo Serventi Longhi
- Thor király: Marc de Jonge
- Anjelica: Agathe de La Fontaine
- Ruphus: Oreste Guidi
- Parsel: Gaia Bulferi Bulferetti
- Esmeralda: Elena D'Ippolito
- Villámkő: Lenca Kubalkova
- Mennydörgés: Jakub Zdenek
- Aries: Luca Venantini
- Masala: Ludwig Briand
- Sarsut: Joan Fort
- Azela: Ariadna Caldas
- Nomeless: Remo Girone
- Gurdalak: Cesar Luis Gonzales
- Ivaldo: Tomás Valík
- Cataldo: Stefano Davanzati
- Nevelőnő: Stanislava Bartosová
- Aranyszem: Karel Roden
- Generális: Jean-Pierre Cassel
- Elfkirálynő: Anna Geíslerová
- Masala édesanyja: Amarylis Nunez Barrioso